# Stichillus adaequalis
Stichillus adaequalis är en tvåvingeart som beskrevs av Schmitz 1927. Stichillus adaequalis ingår i släktet Stichillus och familjen puckelflugor.
Artens utbredningsområde är Filippinerna. Inga underarter finns listade i Catalogue of Life.